# Pierzchowiec
Pierzchowiec – część wsi Pierzchów w Polsce, położona w województwie małopolskim, w powiecie wielickim, w gminie Gdów.
Dawniej samodzielna wieś i gmina jednostkowa w powiecie bocheńskim. 1 sierpnia 1934 włączona do gminy Niegowić.
W latach 1975–1998 Pierzchowiec położony był w województwie krakowskim.